# Cuarteto de cuerdas José White
El Cuarteto de Cuerdas José White es una agrupación de cuarteto de cuerdas mexicana. Se trata de un referente de la música de cámara en México. Está integrado por Silvia Santa María Guerrero y Cecilia García Villegas en los violines, Sergio Absalón Carrillo Monárrez en la viola y Jorge Orlando Espinosa Roque en el violonchelo.

## Historia
El cuarteto de cuerdas José White surgió en 1998 como inspiración del primer compositor y violinista cubano José Silvestre de los Dolores White Laffta, más conocido como José White, quien fue un violinista y compositor afrocubano. White fue nombrado miembro de la Sociedad de Conciertos del Conservatorio de París. Ofreció conciertos en Europa, Nueva York, Boston, Washington y Filadelfia. En Brasil ocupó el cargo de director del Conservatorio Imperial de Río de Janeiro. Además, fue concertino de la corte del emperador Pedro II.
Orlando Espinosa fue miembro fundador del Cuarteto de Cuerdas del Instituto Superior de Arte de La Habana. Silvia Santa María es originaria de La Habana, Cuba y es considerada una de las más destacadas violinistas de su generación. El violista Sergio Absalón inició sus estudios en la Escuela de Música y Arte de la ciudad de Los Ángeles, California. La violinista Cecilia García formó parte de la Orquesta Sinfónica de San Luis Potosí bajo la dirección del maestro José Miramontes Zapata.
El cuarteto ha mantenido una base sólida en su trayectoria con cambios mínimos. Los únicos movimientos han sido en el violín segundo, originalmente en manos de Sandra Díaz Roqueta y actualmente de la violinista Cecilia García.

## Estilo y repertorio
Su repertorio es muy variado, desde los tradicionales cuartetos clásicos de cuerdas, abarcan cuartetos mexicanos, latinoamericanos y de compositores de siglos pasados, así como música contemporánea de los actuales creadores.
Además, el ensamble realiza una labor pedagógica con conciertos didácticos, conferencias, talleres de música de cámara y composición, así como un curso para cuartetos de cuerda. Los integrantes del cuarteto cuentan con una amplia trayectoria de música de cámara, además de ocupar puestos en la Orquesta Sinfónica de Aguascalientes.

## Trayectoria
En agosto de 1998 tuvo su debut artístico en San Miguel de Allende, Guanajuato, en el Festival de Música de Cámara.
En 1999 tuvo lugar su primer concierto en Polifonía Universitaria de la UAA.
En el 2000 obtuvieron el premio en el Tercer Concurso Nacional de Música de Cámara de Salamanca, Guanajuato.
Son impulsores del Concurso Internacional de Composición de “Nuestra América” que busca difundir la creación de obras para cuarteto de cuerdas.
Participaron en el homenaje que rindió el Instituto Nacional de Bellas Artes y Literatura a Mario Lavista. Consistió en un ciclo de res conciertos en la sala Manuel M. Ponce en el Palacio de Bellas Artes. Junto con el Cuarteto Latinoamericano interpretaron por primera vez la integral de cuartetos de cuerdas de este reconocido compositor.
Participaron en la 44 edición del Foro Internacional de Música Nueva Manuel Enríquez (FIMNME)
En el año 2000 ganó el premio en el tercer Concurso de Música de Cámara en la ciudad de Salamanca, Guanajuato.
Han sido ganadores de la beca “México Escena” que otorga en Fondo Nacional para la Cultural y las Artes (FONCA) a grupos con trayectoria artística en el 2004 y 2006.
En la primera temporada enero-junio 2012 de la Polifonía Universitaria, ofrecieron un ciclo de conciertos, gracias al apoyo económico del Fondo Nacional para la Cultura y las Artes.
En el año 2018 el cuarteto se presentó en el Auditorio General de la Universidad de Guanajuato, en el XLVI Festival Internacional Cervantino. Con la colaboración del Instituto Cultural de Aguascalientes interpretó música de Silvestre Revueltas y Manuel M. Ponce, así como una selección de temas de los ganadores del Concurso para Composición de Cuerdas, apoyados por el programa México en Escena del Fondo Nacional para la Cultura y las Artes.
En el 2019 se presentaron junto con la Sinfónica Juvenil de Tijuana (SJT) en el Centro Cultural Tijuana.
Formaron parte del Ciclo de Cuartetos de Cuerda presentado por el Fórum Cultural Guanajuato en el año 2021.
Formaron parte en el año 2022 de la programación de la Temporada Nacional de Conciertos del Banco de la República.
La Orquesta Sinfónica de Heredia estrenó cuatro obras para solistas que fueron interpretados por Leonardo Gell, pianista de la OSH; el guitarrista Mario Ulloa y el Cuarteto José White.
Con el apoyo del Sistema de Apoyos a la Creación y Proyectos Culturales de la Secretaría de Cultura de México, en su programa México en Escena, el cuarteto ha realizado diez ediciones de un concurso de composición para obras de cuartetos de cuerdas.
El ensamble junto con Rafael Machado fueron los responsables de crear el Festival de Música de Cámara de Aguascalientes. En la mayor parte de las ediciones del festival han sido el cuarteto en residencia. La agrupación se ha presentado en el Festival Cervantino, en ciclos de música contemporánea en el MUNAL, en el Festival de Música de Cámara de San Miguel de Allende. Además, han realizado giras en Estados Unidos, Europa, Canadá y en Latinoamérica.
Se han presentado con la Orquesta Filarmónica del Palacio de Minería, la Orquesta Sinfónica de Aguascalientes, la Orquesta Filarmónica de Zacatecas y la Orquesta Filarmónica de la Ciudad de México.

## Discografía
- Cañambú México/ Cuba 2003
- Cantos a contraluz/ Colaboración 2009
- Overture/ Colaboración Javier Álvarez 2014
- Nuestra América 2013-2014
- Plegaria/ Colaboración Eddie Mora 2015
- El grito interior 2019
- Ofrendas/ Colaboración Alejandro Cardona
- Quintetos 2020
- Jerry Horner in memoriam 2020